# Heinrich Birnbaum
Heinrich Birnbaum, ou Heinrich von dem Birnbaum en latin : Henricus de Piro (né en 1403 et mort le 19 février 1473), est un moine chartreux allemand pieux et lettré, auteur d'ouvrages spirituels. 

## Biographie
Il est issu d'une famille patricienne de Cologne. Sa vie est peu connue, si ce n'est qu'il est professeur de droit à l'université de Cologne avant son entrée à la chartreuse Sainte-Barbara (Sainte-Barbe) de Cologne, le 14 mars 1435, à l'âge de trente-deux ans.
Il  était très estimé de ses confrères par l'exemple édifiant qu'il donnait à observer la règle et par l'étendue de ses connaissances théologiques et de l'Écriture sainte. Trois ans seulement après son entrée dans l'ordre, il devint en 1438 prieur de la chartreuse de Mont-Saint-André à Tournai. Le désir de réformer les ordres religieux, qui animait tant de grands hommes du XVe siècle, avait aussi pénétré son âme. C'est ainsi qu'étant un vrai réformateur, il réussit par son pieux exemple à mettre fin aux abus et à l'affadissement de la règle dans les monastères dont il fut le prieur et à restaurer la discipline monastique austère de saint Bruno, le fondateur de l'ordre. Après avoir assumé la position de prieur à Mont-Saint-André pendant sept ans, Heinrich Birnbaum tient le même office successivement à Wesel dans le duché de Clèves, jusqu'en 1457 ; à Rettel dans le duché de Lorraine, jusqu'en 1459 ; à Trèves, jusqu'en 1461 ; et à Diest, jusqu'en 1463. En 1463, il fut élu prieur de la chartreuse de Liège, mais sa santé l'obligea à renoncer à sa charge et à se retirer à la chartreuse de Cologne, où il avait passé ses premières années de moine. Les dix années qui lui restèrent à vivre furent consacrées à l'écriture d'ouvrages d'ascèse et à se préparer à une bonne mort. Il y avait à son époque dans la chartreuse de Cologne des moines fort érudits et portés à la sainteté, tels qu'Hermann Appeldorn (mort en 1472), Hermann Grefken (mort en 1480), Heinrich von Dissen (mort en 1484) et Werner Rolevinck (mort en 1502).
Heinrich Birnbaum a composé de nombreux ouvrages d'instruction et de direction spirituelle pour les membres de son ordre, dont la plupart sont inédits, parmi lesquels Defensio pro Immaculato Conceptu B.M.V. et Excepta ex malo granato cum nonnullis conjunctis. Il ne doit pas être confondu avec son oncle du même nom, juriste éminent du XVe siècle, chanoine de Liège et procureur du concile de Constance et pendant un temps prévôt de Saint-Cunibert de Cologne.

## Publication
- (la) In Institutiones Commentarius, Cologne, 1482, Louvain, 1485-1488 (différentes éditions par la suite avec des titres différents; voir L. Hain, Repertorium bibliographicum I, 1826, rééd. 1903, N° 4014-16 ; A. Copinger. Supplement to Hain's Repertorium bibliographicum, I, Londres, 1895, N° 4015, II/1, 1898, N° 1356).